# ウェイン・ブルーム
ウェイン・ブルーム（Wayne Bloom、1958年2月22日 - ）は、アメリカ合衆国の元プロレスラー。ミネソタ州ミネアポリス出身。
現役選手時代はマイク・イーノスとの金髪タッグチーム「デストラクション・クルー」および「ビバリー・ブラザーズ」で活躍。ヒールのタッグプレイヤーとしてAWA、WWF、WCWを転戦した。息子はNXTスーパースターのカル・ブルーム。

## 来歴
ジェシー・ベンチュラやロード・ウォリアーズのトレーナーとして知られるエディ・シャーキーのコーチを受け、1986年に地元ミネアポリスのAWAにてデビュー。ウェイン "ザ・トレイン" ブルーム（Wayne "The Train" Bloom）をリングネームにヒールのポジションで活動し、1988年12月13日開催のPPV "SuperClash III" ではジミー・バリアントと対戦するも24秒で敗退した。
1989年、ジョニー・バリアントをマネージャーに迎え、弟弟子の "ミーン" マイク・イーノスをパートナーにデストラクション・クルー（The Destruction Crew）を結成。AWA世界タッグ王者チームのケン・パテラ&ブラッド・レイガンズを急襲してパテラを負傷させ、空位となった同王座の争奪トーナメント決勝にてグレッグ・ガニア&ポール・ダイヤモンドに勝利、10月1日に新王者チームとなった。同年11月には新日本プロレスに単独で初来日。翌1990年8月にはイーノスとのコンビで再来日し、両国国技館にて武藤敬司&蝶野正洋のIWGPタッグ王座に挑戦した。
AWA崩壊後の1991年、ビバリー・ブラザーズ（The Beverly Brothers）のチーム名でイーノスと共にWWFに移籍。自身は長兄役のボウ・ビバリー（Beau Beverly）、イーノスは弟役のブレイク・ビバリー（Blake Beverly）を名乗り、富裕層のゲイの兄弟を新しいギミックとして活動。マネージャーはザ・ジニアスが担当し、リージョン・オブ・ドゥーム、ザ・ロッカーズ、ザ・ブッシュワッカーズ、ナスティ・ボーイズ、スタイナー・ブラザーズなどベビーフェイス陣営のチームと抗争を展開した。1992年8月29日にロンドンのウェンブリー・スタジアムで開催されたサマースラムでは、アースクエイクとタイフーンのナチュラル・ディザスターズが保持していたWWF世界タッグ王座に挑戦。同年には日本のSWSとWARにも参戦している。
1993年にWWFを離脱してセミリタイアし、ミネソタのインディー団体へのスポット出場を経て、1997年下期よりWCWでイーノスとのデストラクション・クルーを再結成。ジ・アウトサイダーズ（ケビン・ナッシュ&スコット・ホール）、クリス・ベノワ&ディーン・マレンコ、レイヴェン&ペリー・サターンなどのチームのジョバーを務め、1999年に引退した。

## 得意技
- ダブルアーム・スープレックス
- フルネルソン
- パイルドライバー

## 獲得タイトル
- AWA世界タッグ王座：1回（w / マイク・イーノス）[5]
- PWI Rookie of the Year：1989年（w / マイク・イーノス）